# 北海道道606号霞台森停車場線
北海道道606号霞台森停車場線（ほっかいどうどう606ごう かすみだいもりていしゃじょうせん）は、北海道茅部郡森町内を結ぶ一般道道（北海道道）である。冬期通行止め区間がある。

## 概要

### 路線データ
- 起点：北海道茅部郡森町字霞台
- 終点：北海道茅部郡森町字本町（JR北海道 函館本線 森駅）
- 総延長：12.812 km
- 実延長：12.775 km
- 重用延長：0.037 km

### 道路管理者
- 渡島総合振興局 函館建設管理部 八雲出張所

## 歴史
- 1968年（昭和43年）3月30日 - 路線認定[1]。

## 路線状況

### 重複区間
- 北海道道1028号森砂原線（字本町 - 字本町〔終点〕）

### 冬期交通規制
- 通行止め
  - 森町字霞台国有林1111林班地先（起点） - 森町字霞台国有林1033林班地先（霞台第1ゲート）
区間延長：3.8 km

### 道路施設

#### 主な橋梁
- もみじ橋（50 m、鳥崎川、森町字霞台先）
- 大成橋（120 m、鳥崎川、森町字霞台先）
- 新鳥崎大橋（130 m、駒ケ岳ダム湖、森町字霞台先）
- 新虹懸橋（39 m、鳥崎川、森町字栗ケ丘 - 森町字霞台）

#### 常設型ゲート
- 霞台第1ゲート（森町字霞台）
- 霞台第2ゲート（森町字霞台）

## 地理

### 通過する自治体
- 渡島総合振興局
  - 茅部郡森町

### 交差する道路
森町
- 道央自動車道 - 字霞台（接続はしない）
- 国道5号 - 字上台町
- 北海道道1028号森砂原線 - 字本町（終点、重複）
- 北海道道794号森停車場線 - 字本町（終点）

### 沿線にある施設など
森町
- 鳥崎八景
- 駒ヶ岳ダム
- みどりとロックの広場
- 森町民スキー場
- 森町民野球場
- 森警察署
- JR北海道 函館本線 森駅